# 重建家庭联系

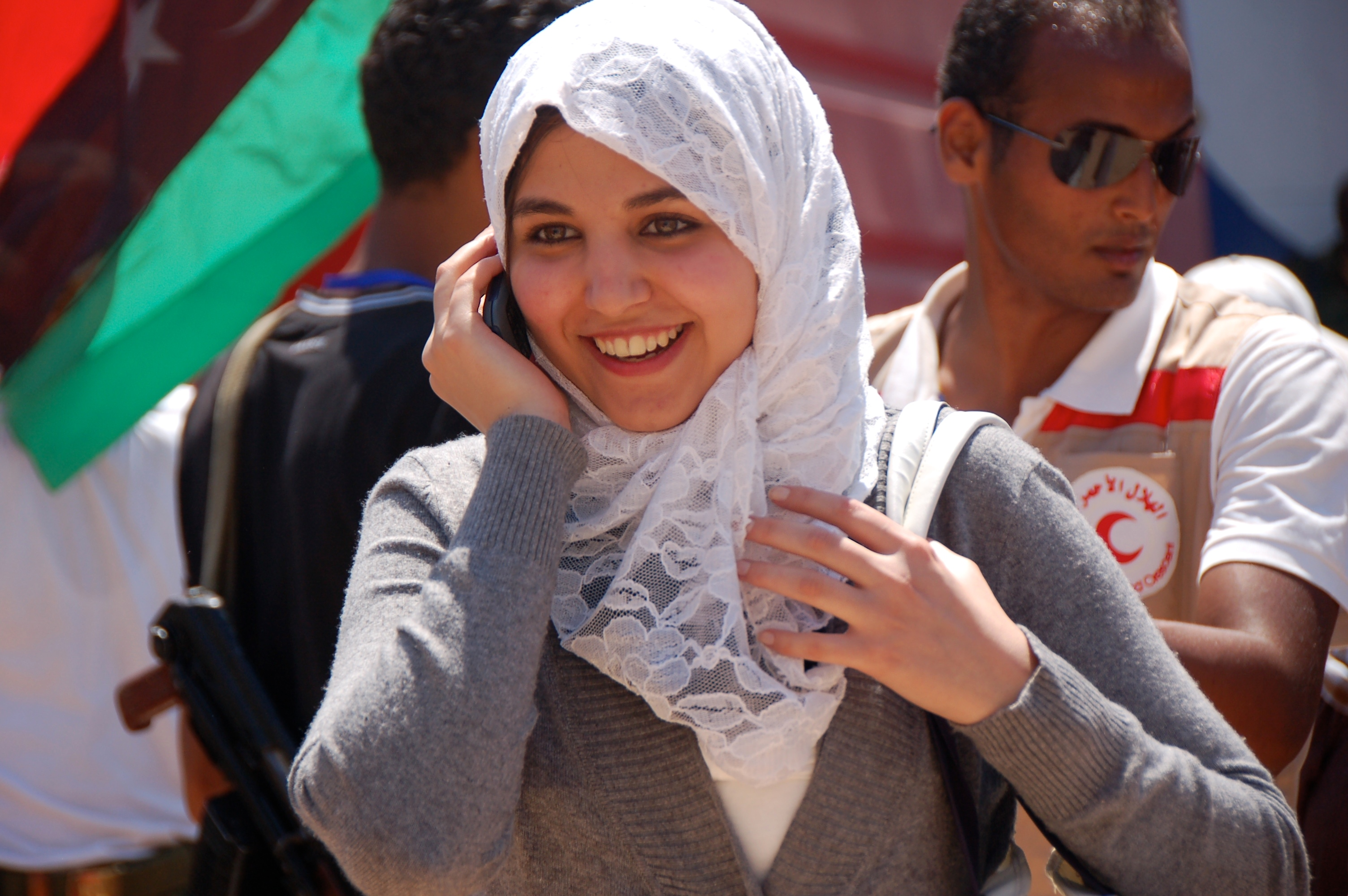
设法寻找失踪者，并重建其与亲人的联系，是红十字国际委员会的一个主要挑战。这项工作包括寻找失踪人员下落、传递家庭讯息、帮助家庭团聚以及澄清失踪者命运。

重建家庭联系是国际红十字与红新月运动的一项工作。具体是指红十字国际委员会和国家红十字会或红新月会为减少分离和失踪、寻找失踪人员、重建并维持家庭联系、澄清失踪者命运而进行的活动。 这些由重建家庭联系部门所负责的活动有时也被称作寻人工作。
红十字国际委员会以及国家红十字会及红新月会共同组成了一个全球性网络——家庭联系网络。 在遵守红十字与红新月运动的基本原则的基础上，这个网络的工作跨越国家边界，由世界范围内的基层工作人员和志愿者开展，以寻找失踪人员下落并重建其与亲人的联系。
通常来说，当武装冲突或其他暴力局势、自然或人为灾难、迁移等事件造成失联时，或在有其他人道需求的情况下，如帮助保持被拘留者与亲人的联系，重建家庭联系网络会开展相应工作。重建家庭联系服务是免费的。

## 历史
红十字国际委员会重建家庭联系的工作可以追溯到1870年普法战争。委员会得到了一份被德国军队俘虏的法国士兵的名单，并根据这一名单将这些士兵的命运和行踪告知其家人。
甚至更早之前，在红十字创设之初，运动创始人亨利•杜南即在《索尔费里诺回忆录》一书中写道他曾为一名垂死的士兵克洛迪于斯• 马聚埃给其父母送信。
1912年，委员会在巴尔干也开展了此类工作。红十字委员会设立了一个机构帮助家庭向他们被关押的家庭成员寄送包裹。
在第一次世界大战中，根据1887年第四届红十字国际大会确立的使命，红十字国际委员会创立了国际战俘局。 到战争结束前，该局的系统卡片索引累计约有700万份记录。
第二次世界大战期间，红十字国际委员会创建了中央战俘局，现为位于日内瓦的中央寻人局。 该机构收集并记录了政府发来的关于战俘的数据，并根据这些数据来回应家庭关于他们亲人或朋友状态的咨询。到1946年底，该机构已经收到并转发了超过2千万寄给战俘和被拘禁平民的信件和卡片。
从那时起，寻找因冲突、灾难或迁移而离散之人的下落成为了红十字与红新月运动的一项核心工作。在2012年，红十字国际委员会与国家红会共同处理了超过27万9千条家庭讯息、帮助寻人者拨打了22万7千5百个电话、登记了超过3500名离散儿童，并帮助超过2300名离散儿童与他们的亲人团聚。

## 概况
根据情况的不同，重建家庭联系服务包括：
- 帮助家庭寻找失踪者下落
- 重建并维持家庭联系
- 登记并追踪个人以避免其失踪，并将其行踪告知亲人。
- 帮助其回国并与家庭成员团聚
- 帮助政府澄清失踪人员状态
- 收集、处理并传达死难者信息

工作人员和志愿者严格根据工作手册中的指南提供服务。服务的开展取决于全球和地区局势，并可能随着当前事件变化而变化。
家庭联系网站的网址为：familylinks.icrc.org，它由红十字国际委员会和国家红会合作运营。该网站介绍了其在超过150个国家拥有的当地重建家庭联系服务系统，并提供了各国红会的具体联系方式。

### 寻找家庭成员

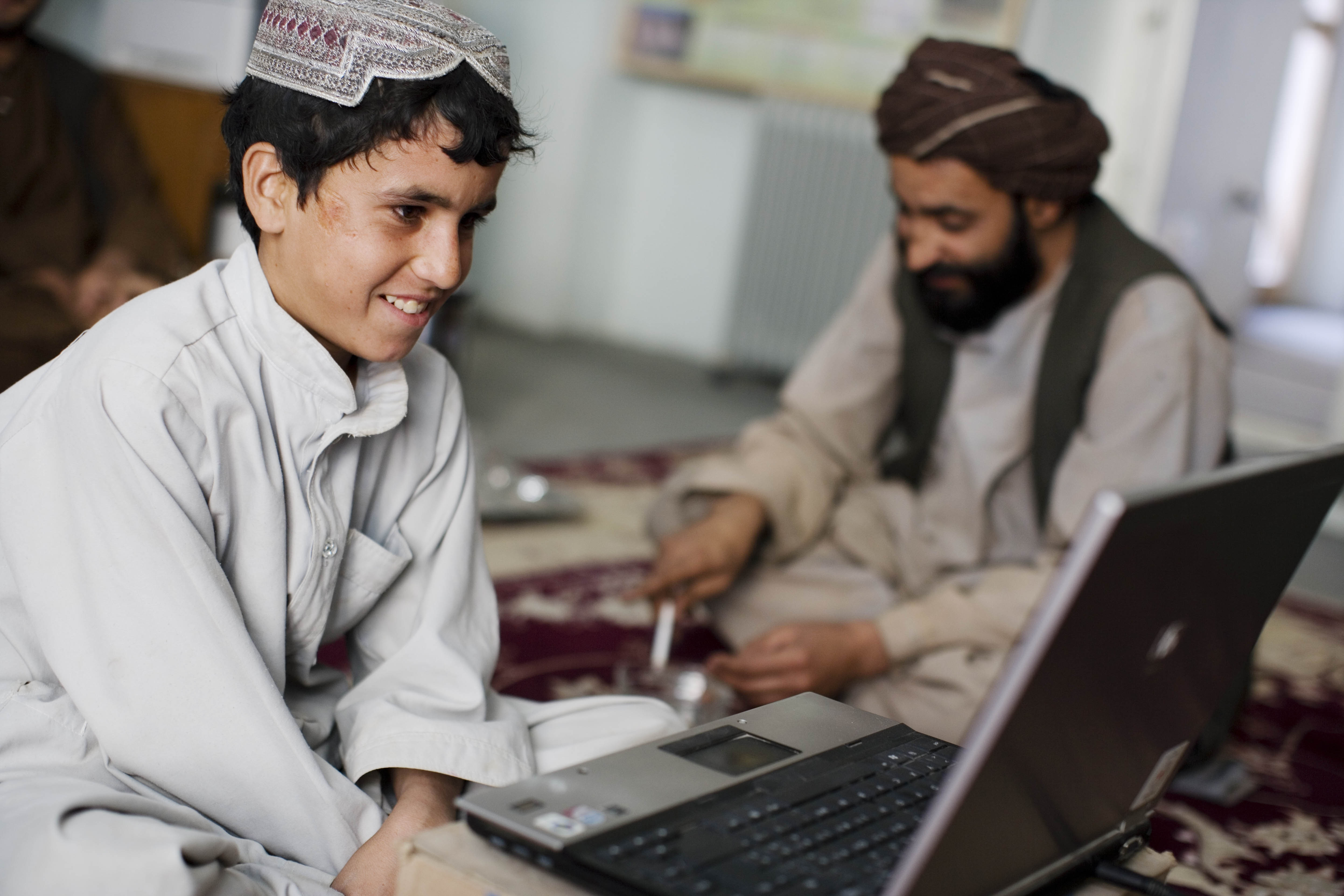
Photo by: ICRC

寻找失踪者通常包括几个步骤：首先，个人需要向当地红会或红十字国际委员会提交寻人申请。寻人申请主要用于收集有利于找到被寻找者的信息，这些信息通常通过与咨询者的个人访谈获得。根据情况不同，工作人员会将申请中的信息与不同的数据相比较，如被拘留者名单、在医院登记的接受或已经接受治疗者的名单、通过电话热线获取的信息，死难者名单或平安者名单。
红十字国际委员会将采用一切可能办法寻找失踪者下落，包括前往所知的其最近的住址、与被寻找者的邻居联系、在无家可归者或难民营中寻找、向机构、政府或其他组织寻求帮助、利用媒体广播被寻找者的名字等。当大规模危机情况出现时，网上寻人也是其中的一个办法。从1996年起，网上寻人服务已被用于在各种冲突和灾难中发布寻人信息：
- 平安者
- 医院病人
- 寻找亲人者
- 失踪者或死难者
- 难以送达的红十字通信的收信人

个人能够直接在网站上获得这些名单并寻找他们家庭成员的名字。他们也可以在网站上发布名字和地址等具体信息，向家人报平安，或是所找寻失踪亲人的姓名。

### 重建联系
当知道失踪者的地址时，帮助他们重建与家庭成员联系的方式有很多种，包括被称为红十字通信的简短书信、通过红十字国际委员会协助拨打的电话或卫星电话。
技术上的发展使红十字通信的使用不断减少，而电话的使用不断增多。从2008年到2012年，为重建家庭联系目的而拨打的电话总数从3958个上升到210096个。
然而，在一些情况下，如刚果民主共和国，电话和邮政系统较为落后，红十字会志愿者可能长途跋涉，通过自行车等交通工具将红十字通信送往该国一些偏远村庄。

### 帮助家庭团聚
国家政府对于帮助因冲突、灾难、迁移或其他情况而分离的家庭团聚负有首要责任。国家红会以及红十字国际委员会在可能且安全条件许可的情况下进行协助。
对难民来说，通常情况下由联合国难民署、国际移民组织和/或相关大使馆负责帮助家庭重聚。在必要情况下，这些机构会同国家红会、红十字国际委员会进行合作。
对于寻找无人陪伴或离散的儿童并帮助其与家庭重聚，家庭联系网络与联合国儿童基金会进行合作。

### 失踪人员及其家人
在无法重建家庭联系的情况下，红十字国际委员会继续努力以澄清失踪者的命运和行踪，同时亦帮助满足失踪者家庭的其他需求。
历史上，红十字国际委员会的寻找失踪者工作主要由几个核心活动组成：首先是推广国际人道法规则，要求各地区根据国际人道法防止失踪的发生，并进行双边调停以请求冲突各方搜集并提供信息。.
近年来，该组织的工作变得更注重整体性和多样化，并致力于为失踪者家庭建立提供长期支援的机制。该机制的主要目标是帮助人们重建社会生活并重拾对生活的信心。

### 相关服务
在一些情况下，红十字国际委员会或国家红会亦会提供其他服务。比如说，红十字国际委员会可以签发旅行文件。红十字国际委员会旅行文件的签发主要用于满足特定人道需求，如寻求避难者、难民、脆弱的移民、无家或无国可归者，他们由于缺少有效的身份证明而无法返回祖国或长期居住地，或是无法前往愿意收留他们的国家，这种避难可能是永久性的，也可能是暂时的。红十字国际委员会旅行文件最早出现于1945年，用于帮助数以万计的集中营幸存者、战俘、被驱逐出境者、强迫雇佣者以及其他没有有效旅行文件的滞留公民。该旅行文件只有单程效力，而且如果接收国提出要求的话，需要获得接收国签发的签证。
根据红十字国际委员会档案部向公众发布的信息，其他由红十字国际委员会签发的文件包括逮捕或拘留证明等。
公众可以请求获取红十字国际委员会档案中有关第二次世界大战的信息。

## 有关重建家庭联系的法律规定
在武装冲突环境下，获取关于家庭成员命运的信息、家庭重聚、澄清失踪者命运是国际法规定的权利。《日内瓦四公约》及其附加议定书规定，比如，政府应当采取任何可能的办法为离散家庭的重聚提供便利。
在国际人道法中，红十字国际委员会担任着特殊角色：
- 转发家人消息；尤其需要保证战俘和被拘禁者寄送和获取书信和卡片的权利(日内瓦第三公约，第71条；日内瓦第四公约，第107条)以及个人从亲人处获得消息的权利(日内瓦第四公约，第25条)。公约规定了可以采取何种形式的回信，书信或卡片内容将受到何种检查，以及在什么情况下可以免于支付邮费。公约同样规定了缔约国在转发个人物品时的义务。

- 寻找失踪者；尤其需要保证家庭成员获知其亲人命运的权利(第一附加议定书，第32至34条)，缔约国有义务提供所有关于已死亡受保护者的详细身份信息和其墓地地址的详细信息 (日内瓦第三公约，第120条；日内瓦第四公约，第130条)。

- 家庭重聚；尤其是儿童疏散的措施(第一附加议定书，第78条)，离散家庭的重聚（日内瓦第四公约，第26条和第一附加议定书，第74条），被囚禁者或其他被保护者的转移或遣送回国（日内瓦第三公约，第119条；日内瓦第四公约，第128，134和135条）。

## 国家红会和红十字国际委员会在重建家庭联系中的作用
重建家庭联系活动由红十字与红新月运动的成员，尤其是红十字国际委员会和国家红会负责。日内瓦公约及其附加议定书、运动章程以及红十字与红新月运动的国际大会和代表会议的决议中都有相关规定。

### 国家红会
国家红会在各自国家担任辅助机构，并履行运动基本原则。
各国家红会根据当地情况通过一系列活动应对人道需求。在重建家庭联系方面，这些行动包括寻找家庭成员、重建家庭成员间联系、在可能的情况下帮助家庭团聚。在冲突和自然灾害结束后，这些活动仍可能继续开展。国家红会与红十字国际委员会、国际联合会在重建家庭联系事务上进行合作。

### 红十字国际委员会的重建家庭联系工作
通过其代表处，红十字国际委员会应要求或在可能的情况下开展直接行动以帮助离散的家庭。大量及长期的一线经验以及和国家红会的密切合作使红十字国际委员会能够近距离接触到受益者。
根据日内瓦公约的规定，红十字国际委员会负责保证中央寻人局的运转。中央寻人局是国家红会、红十字国际委员会代表处以及政府在重建家庭联系上的协调者和咨询者，它帮助增强国家红会在重建家庭联系上的能力，并开展协调工作，在这方面它得到了国际联合会在组织发展和备灾方面的支持。